# Delia Fischer
Delia Fischer ,  nome artístico de Delia Cristina Martins  Fischer (Rio de Janeiro, 29 de agosto de 1964) é uma cantora ,compositora,pianista, produtora e diretora musical   brasileira. Delia tem 6 álbuns solo, e diversos prêmios relevantes como cantora compositora ,diretora musical e 2 indicações no Grammy Latino como melhor álbum de música Popular Brasileira.

## Origem
Nascida no Rio de janeiro RJ, é filha de pai alemão Wilfried Georg Heinrich Otto Fischer e mãe carioca da Tijuca, Lia Braga Martins. 
Tem um filho, Antonio Fischer Band.

## Formação e carreira
Cantora, compositora, pianista e produtora, a carioca Delia Fischer iniciou-se ao piano com a professora Salomé Gandelmann. Estudou posteriormente com Guerra Peixe e Luiz Eça. Lançou-se profissionalmente com o grupo ‘Duo Fenix’, formado por Delia e Claudio Dauelsberg. Foram dois álbuns gravados com grande repercussão no Brasil e exterior.
Delia participou do importantes festivais de jazz como ‘Montreaux Jazz Festival’ - na edição de 1988 com Barrosinho e 1989 com Duo Fenix - e ‘Sofia Jazz Festival’, na Bulgária. O Duo se apresentou ainda no ‘New Morning’ em Paris onde produziram os dois álbuns de carreira: o primeiro, Duo Fenix pela BMG e, o segundo, ‘Karai –etê’ - lançado pelo selo Alemão ‘In and Out Records’.
Em 1999, Delia lançou seu primeiro álbum solo ‘Antonio’ sob o importante selo alemão ‘Carmo/ECM Records’ de Egberto Gismonti. Nesse período atuou e gravou com Toninho Horta, Ed Motta, Nivaldo Ornelas, Nico Assumpção, Erasmo Carlos, Bob Baldwin (EUA) e Thiago de Mello (EUA).
Entre 2005 e 2006 participou da turnê de lançamento de dois artistas internacionais: ‘Hotel Vermont’ da cantora sueca Lisa Nilsson por toda a Escandinávia e também no CD ‘Casa da Praia’ do grupo ‘Avenida Atlântica’. Neste último,  Delia atuou como cantora e compositora ao lado de Maria Petersen, na Dinamarca onde apresentaram-se nos renomados festivais como ‘Copenhagen Jazz festival’.
Em 2007 foi convidada para fazer as orquestrações de espetáculos como ‘7 - O Musical’ de Ed Motta, Claudio Botelho e Charles Möeller. Em outubro de 2009 apresentou-se no ‘Maison de La Dance’ (Lyon – França) com o espetáculo ‘Beatles num Céu de Diamantes’ de Claudio Botelho e Charles Möeller, onde assina os arranjos ao lado de Jules Vandstadt.No mesmo ano recebeu o Prêmio Shell de Teatro na categoria ‘Música’ pelos arranjos deste espetáculo. Fez os arranjos e  integrou  também o elenco  ‘Milton nascimento - Nada será como antes’. Em 2010 assinou a direção musical do espetáculo Era no Tempo do Rei com composições de Carlos Lyra e Aldir Blanc e direção de João Fonseca. E a partir de 2012 começa uma carreira de diretora musical.
Em 2010, Delia lançou seu segundo CD solo ‘Presente’ pela gravadora ‘Dubas’ que traz parcerias com Thiago Picchi, Sergio Natureza e Camila Costa. Egberto Gismonti, Hermeto Pascoal e as cantoras Lisa Nilsson e Ana Carolina participam especialmente deste CD.
Em 2011 recebeu o ‘Prêmio Sesc Rio de Fomento à Cultura’, através do qual realizou o projeto do CD ‘Saudações Egberto’. Em junho do mesmo ano realizou uma temporada de lançamento deste CD no Espaço SESC Copacabana. Também encomendou para Ronaldo Bastos a letra do clássico ‘Pêndulo’, que se tornou ‘Um Outro Olhar’ que conta com o vocal de Paulinho Moska. Egberto Gismonti toca violão de 10 cordas na faixa título do disco.
Delia integrou a banda do projeto Ensaio de Cores da cantora Ana Carolina e, em 2012, foi convidada para “Milton Nascimento - Nada Será como Antes” - da dupla Möeller e Botelho – onde atuou como arranjadora, pianista e integrante do elenco principal como cantora; Delia também assinou a direção musical e arranjos do “Rock in Rio, o musical”, da Aventura Entretenimento.
Em 2013 foi indicada ao Prêmio APTR - Associação dos Produtores de Teatro do Rio de Janeiro - na categoria ‘Melhor Música’ para o espetáculo ‘Milton Nascimento - Nada Será Como Antes’. Também foi vencedora do Prêmio Cenym 2013 na categoria ‘Melhor trilha sonora’ e ‘Melhor canção’ por ‘Milton Nascimento – Nada Será Como Antes’.
Também em 2013 fez os arranjos e direção musical do show ‘Tributo a Raul Seixas’ na edição anual do Rock in Rio, executado pela banda Detonautas Roque Clube, com participação de Zelia Duncan e Zeca Baleiro. Também em 2014 assinou a direção musical de “Chacrinha, O Musical” com direção de Andrucha Waddington e texto de Pedro Bial.
Em 2014 concorreu ao ‘Prêmio Shell de Teatro’ na categoria e foi vencedora do ‘Prêmio Cesgranrio de Teatro’ na categoria ‘Melhor Direção Musical por ‘Elis - A Musical”, dirigido por Dennis Carvalho com texto de Nelson Motta e Patrícia Andrade. Ainda neste prêmio foi indicada na categoria ‘ Melhor direção musical’ pelos arranjos de “Rock in Rio – O Musical”. Foi vencedora do Anual ‘Prêmio Cenym’ 2014 na categoria “Melhor trilha sonora’ e ‘melhor canção’ por ‘Elis – A Musical’. No mesmo ano foi indicada ao ‘Prêmio Bibi Ferreira’ pela direção musical de ‘Elis – A Musical’ e relançou o CD ‘Saudações Egberto’, pelo Selo Rob Digital, na Sala Cecília Meireles (RJ) em 2015.
2017 Delia fez em parceria com o compositor Ronaldo Bastos sobre parte do poema de Carlos Drummond de Andrade a canção 'Tempo de Amar" na rede Globo  para novela homónima das seis .Música feita especialmente para a voz de Milton Nascimento .
Em  março de 2018 Delia recebe o prêmio em Nova Yorke no IMA "The Independent Music Awards" pelo seu single 'Mercado" produzido por ela em conjunto com Antonio Fischer-Band e Matias Correa  .Nesse mesmo ano assina a direção musical e arranjos do novo show de Simone com Ivan Lins " Simone encontra Ivan Lins"
2019 - Delia recebeu 5 estrelas pelo album "Tempo Mínimo na revista Downbeat 
2019 - O álbum Tempo Mínimo é indicado a melhor álbum de MPB no Grammy Latin
2021 - Delia lança o EP ´´Hoje``, com a regravação da canção-título de Taiguara, composições próprias e de outros grandes nomes tais quais, Guilherme Arantes, Milton Nascimento e Bjork. O álbum ´´Hoje`` foi indicado ao Grammy Latino 2021.
2023- Delia lança o álbum "Andar com Gil" em parceria com Ricardo Bacelar
2024 Lança seu primeiro álbum internacional: o “Delia Fischer Beyond Bossa”, pelo selo Origin Records (Seattle, EUA), com gravações de seu repertório autoral – assinadas com parceiros como Camila Costa, Carlos Careqa e Claudio Botelho, Delia canta as canções com letras em inglês em versões recriadas pelo compositor, pianista e jornalista americano Allen Morrison. O álbum conta com com inspirados artistas convidados para enriquecer 6 das 12 faixas do álbum – incluindo a cantora de jazz estadunidense Gretchen Parlato (“My Time”), a cantora brasileira baseada nos EUA Luciana Souza (“Almost Paradise”), o mestre da bossa nova e do groove Marcos Valle (“Workaholic”), o guitarrista Chico Pinheiro e o instrumentista carioca Pretinho da Serrinha (ambos em “The Acupuncture Song”), o cantor Matias Correa (“Song of Self Affirmation”), o cantor e parceiro Marcio Nucci e o violoncelista americano Eugene Friesen (“What Good is Summer”), o grupo vocal New York Voices (“Lemon Jugglers of Rio”) e o cantor de soul italiano Mario Biondi (“Marketplace”).

## Teatro musical , Direção Musical e arranjos
- 2007 – “7 – O Musical” de Ed Motta, Claudio Botelho e Charles Möeller;

- 2008 – “Beatles num céu de diamantes” de Cláudio Botelho e Charles Möeller;
- 2010 – “Era no tempo do Rei” com composições de Carlos Lyra e Aldir Blanc e direção de  João Fonseca;

- 2012 – “Milton Nascimento – Nada será como antes” de Claudio Botelho e Charles Möeller;

- 2012 – “Rock in Rio, o musical” – Direção de João Fonseca, texto de Rodrigo Nogueira;
- 2013 - “Elis, A musical” por Denis Carvalho com texto de Nelson Motta e Patrícia Andrade;
- 2014 – “Chacrinha, o musical” com direção de Andrucha Waddington e texto de Pedro Bial;
- 2015 – "O beijo no asfalto” de Nelson Rodrigues com direção de João Fonseca;
- 2016 - "Garota de Ipanema - o amor é bossa" - Direção geral de Gustavo Gasparani e texto de Thelma Guedes;
- 2017 - "Garota de Ipanema - o  musical da Bossa Nova" - Direção geral de Sergio Modena e texto de Rodrigo Faur
- 2018-  Direção Musical e arranjos do show "Simone encontra Ivan Lins"
- 2018 Produção e arranjo do single "Vício Elegante" de Ricardo Bacelar e Belchior

## Prêmios e indicações
- 2009 – Prêmio Shell – Beatles num céu de diamantes – categoria Música
- 2010 -  Prêmio Sesc de Rio de Fomento à cultura –     ‘Saudações Egberto’.
- 2013 – Prêmio APTR - Associação     dos Produtores de Teatro do Rio de Janeiro – Milton Nascimento – Nada será como     antes – categoria Melhor Música.
- 2013 – Prêmio Cenyn - Milton Nascimento –     Nada será como antes - categoria música
- 2013 – Prêmio Cenyn - Milton Nascimento – Nada     será como antes - melhor canção ‘Clube da esquina 2’
- 2014 – Prêmio Cesgranrio - Rock in Rio - Indicação     – Melhor Música
- 2014 – Prêmio Cesgranrio. Elis, A musical - Prêmio Reverência.
- 2014 - Prêmio  Shell – Indicação.
- 2014 – Prêmio Bibi Ferreira – Elis, A     musical. Indicação Melhor direção musical
- 2015 – Prêmio Botequim Cultural - ‘O beijo no asfalto’ de Nelson Rodrigues com  direção de João Fonseca – Vencedora do Prêmio Botequim Cultural de teatro como melhor direção musical.
- 2018 – Premiada no "The independent Music Awards" ( IMA) em Nova York com o  Single "Mercado"  "Best Latin Song and Vox Pop"
- 2019 - Prêmio  Profissionais da Música ( Brasília) vencedora na categoria Arranjadora
- 2019 -Grammy Latino de Melhor Álbum de Música Popular Brasileira com o álbum Tempo Mínimo (indicado
- 2020- Prêmio  Profissionais da Música ( Brasília) vencedora na categoria Direção Musical
- 2021 - Grammy Latino de Melhor Álbum de Música Popular Brasileira com o álbum Hoje (indicado)[4]

## Discografia
- 1988 - Duo Fênix – BMG Ariola
- 1990 – Karai-eté – BMG Ariola
- 1991 – Karai-eté – In and out Records (Alemanha)
- 1999 – Antonio – Carmo/ECM (Alemanha)
- 2010 – Presente – Dubas Music
- 2011 – Saudações Egberto – Rob Digital
- 2016 – Saudações Egberto – Tuff beats (Japão)
- 2017-  Mercado ( Delia fischer e Thiago Picchi) Single
- 2018 - "Bossa Nova Toscana" com Marcio Nucci Single
- 2019- Tempo Mínimo - Labidad
- 2021 -Hoje- Labidad
- 2023 Andar com Gil - Jasmim Music
- 2024 -Delia Fischer Beyond Bossa - Origin Records